# 乙女心が傷つくの
『乙女心が傷つくの』(おとめごころがきずつくの)は、いでまゆみによる日本の漫画作品。
『なかよし』（講談社）にて1982年8月号から1982年9月号まで連載された。

## 書誌情報
- 乙女心が傷つくの 1982年12月4日 ISBN 978-4061084247
  - するどくセクシー(なかよしデラックス1982年)／わずか一か月の悲劇／ミミ♥ストーリー(1979年11月号)